# HVV Tubantia in het seizoen 1959/60
Het seizoen 1959/1960 was het vijfde jaar in het bestaan van de Hengelose betaaldvoetbalclub Tubantia. De club kwam uit in de Tweede divisie B en eindigde daarin op de zevende plaats.

## Wedstrijdstatistieken

### Tweede divisie B
|       | Be Quick | Enschedese Boys | Heerenveen | Hilversum | Oldenzaal | PEC   | Rheden | Velocitas | Velox | Zeist | Zwartemeer | Zwolsche Boys |
| ----- | -------- | --------------- | ---------- | --------- | --------- | ----- | ------ | --------- | ----- | ----- | ---------- | ------------- |
| Thuis | 0 – 0    | 1 – 2           | 0 – 1      | 6 – 2     | 5 – 1     | 2 – 2 | 2 – 1  | 1 – 1     | 2 – 2 | 3 – 1 | 1 – 1      | 3 – 2         |
| Uit   | 1 – 1    | 1 – 2           | 3 – 0      | 1 – 1     | 3 – 1     | 5 – 2 | 2 – 1  | 0 – 1     | 4 – 2 | 1 – 1 | 2 – 1      | 3 – 3         |

## Statistieken Tubantia 1959/1960

### Eindstand Tubantia in de Nederlandse Tweede divisie B 1959 / 1960
| Stand | Gespeeld | Gewonnen | Gelijk | Verloren | Punten | Doelpunten voor | Doelpunten tegen |
| ----- | -------- | -------- | ------ | -------- | ------ | --------------- | ---------------- |
| 7e    | 24       | 8        | 7      | 9        | 23     | 42              | 42               |

### Topscorers
| Competitie \| # \| Naam \| \| \| ------ \| ----------------- \| -- \| \| 1. \| Wim Perik \| 11 \| \| 2. \| András Béres \| 9 \| \| 3. \| Dick Scholder \| 6 \| \| 4. \| Jan Ruinemans \| 4 \| \| 5. \| Dolf Degenaar \| 3 \| \| 5. \| Willy Scholten \| 3 \| \| 7. \| Timo Broersma \| 1 \| \| 7. \| Ilderink \| 1 \| \| 7. \| Jacky Jurissen \| 1 \| \| 7. \| Gerrit Lippinkhof \| 1 \| \| 7. \| Martin Philips \| 1 \| \| 7. \| Wim Wassink \| 1 \| \| Totaal \| Totaal \| 42 \| |                   |      |
| # | Naam              | Goal |
| 1. | Wim Perik         | 11   |
| 2. | András Béres      | 9    |
| 3. | Dick Scholder     | 6    |
| 4. | Jan Ruinemans     | 4    |
| 5. | Dolf Degenaar     | 3    |
| 5. | Willy Scholten    | 3    |
| 7. | Timo Broersma     | 1    |
| 7. | Ilderink          | 1    |
| 7. | Jacky Jurissen    | 1    |
| 7. | Gerrit Lippinkhof | 1    |
| 7. | Martin Philips    | 1    |
| 7. | Wim Wassink       | 1    |
| Totaal | Totaal            | 42   |